# كارل هانسن أوستنفلد
كارل هانسن أوستنفلد (1873-1931) (بالإنجليزية: Carl Emil Hansen Ostenfeld)‏ هو عالم نبات دانماركي.